# Orval (sör)

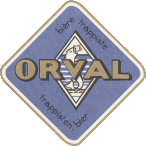
Az Orval sörök címkéje

Az Orval sört a Belgiumban található Brasserie d'Orval trappista sörfőzde állítja elő, amely az Abbaye Notre-Dame d'Orval trappista apátság területén működik, Belgium Gaume régiójában. A jelenlegi sörfőzdét 1931-ben helyezték üzembe és évente 45000 hl sör előállítására képes.
A sörfőzde jelenleg kétfajta trappista sört állít elő:
- Orval Trappist Ale, 6,2% ABV alkoholtartalmú. Ezt a sört először 1931-ben főzték, különleges ízét és aromáját a csak itt használt, egyedi sörélesztőnek köszönheti. A sör világos színű, opálos, tömör habja van, jellegzetes, cserzett bőrre emlékeztető, fűszeres, földes ízű.
- Petite Orval, 3,5% alkoholtartalmú, amit a szerzetesek számára főznek (Patersbier). Kereskedelmi forgalomban nem kapható, csak az apátságban, illetve a közeli kávézóban lehet kapni.

A többi trappista sörhöz hasonlóan a sörgyártásból származó bevételek az apátság működését támogatják, illetve egyéb jótékony célokra fordítják.
A sörszakértők szerint az Orval, akárcsak a többi trappista sör, kategóriájában az egyik legjobb és íze még a trappista sörök között is különlegessé teszi. A különleges íz viszont a gyártási folyamat két lépésének tulajdonítható: az egyik, hogy a háromhetes érlelési periódus alatt szárított, hálós zsákokba kötött komlót áztatnak a sörlében. A másik különleges adalék a helyi Brettanomyces élesztőgomba használata, amit szintén az érlelési időszakban adnak a sörhöz.
Az Orval sört egyedi alakú 33 cl-es üvegekben hozzák forgalomba, a palackozó kapacitása 24000 üveg/óra. Palackozás után a sört 15 °C-os hőmérsékleten legalább 4 hétig érlelik, mielőtt forgalomba hozzák. Az apátságban, illetve a közeli kávézóban árusított sört hat hónapig érlelik.
A többi trappista sörhöz hasonlóan az Orval is jól bírja a tárolás, az évek során az íze jelentősen változik, bár relatíve alacsony alkoholtartalma miatt nem tárolható olyan sokáig, mint pl. a Chimay.
A sörfőzde nem látogatható, de minden évben két napra kitárja kapuit a látogatók előtt. A szerzetesek mellett összesen 32 munkást foglalkoztatnak itt.

## Története

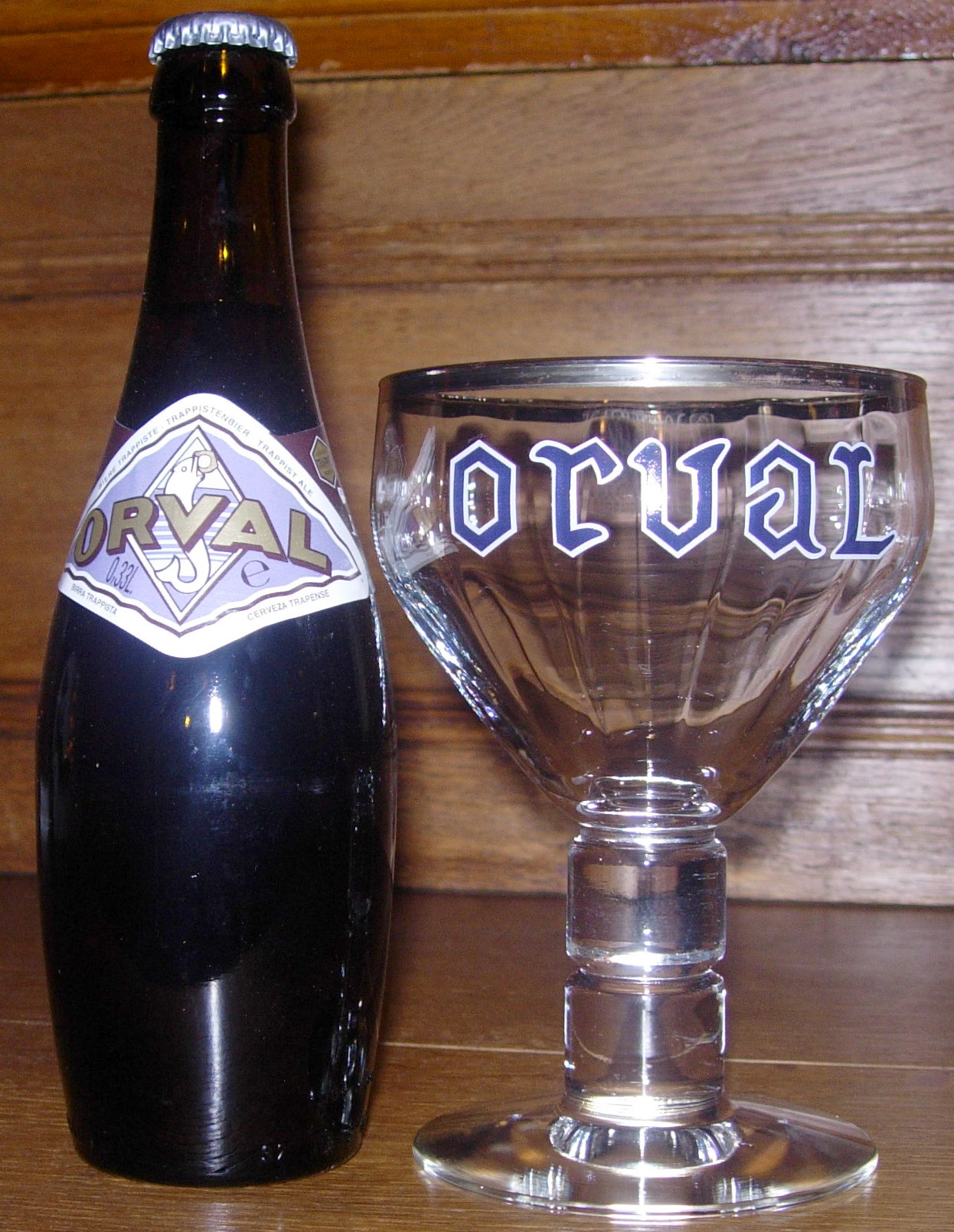
Az Orval sör jellegzetes üvege és a hozzá illő pohár

Az Orval közelében megtelepedett monasztikus közösség valószínűleg már régóta foglalkozott sörfőzéssel, legalábbis erre utalnak régi térképek feliratai, egy 300 évvel ezelőtti látogató feljegyzései, a közeli "komlóföld" elnevezésű terület.
1529-ben V. Károly német-római császár engedélyezte az itteni szerzeteseknek, hogy egy kohót üzemeltessenek, amely különféle háborús rombolások kijavítását segítette. 1628-ban az apát egyik feljegyzése utal arra, hogy a szerzetesek helyi sört és bort fogyasztottak. A régi sörfőzde azonban 1793-ban, a francia megszállást alatt egy tűzvészben elpusztult.
A jelenlegi sörfőzde épülete 1931-ben épült, világi segítséggel és a bevételből a monasztikus közösség újraélesztését szándékoztak finanszírozni. A sörfőzde Henry Vaes tervei alapján készült, aki a jellegzetes Orval üveget is tervezte. Az első sörszállítmány 1932. május 7-én hagyta el a gyár kapuit, kezdetben hordóban árulták. Az Orval volt az első trappista sör, amelyet egész Belgium területén elkezdtek árusítani.
A sör, illetve a hely neve és a sör logója egy helyi legendán alapul. A legenda szerint Matilda toszkán grófnő (1046–1115), IV. Gottfried alsó-lotaringiai herceg felesége látogatta meg a környéket, amikor egy forrásban lecsúszott kezéről a jegygyűrűje. Matilda nagyon elkeseredett és a gyűrűért imádkozott, amikor a víz felszínén egy pisztráng jelent meg, szájában a gyűrűvel. A legenda szerint Matilda ekkor így szólt: " Ez a hely egy aranyvölgy ("Val d'Or")" és ebből származik az Orval elnevezés, illetve a söröspalackon látható logó. A legendában említett forrás ma a sörfőzéshez szükséges vizet szolgáltatja.

## Külső hivatkozások
- Az Orval hivatalos weboldala
- Hogyan készül az Orval sör?
- További információk a trappista sörökről